# Рязанский район (Краснодарский край)
Рязанский район — административно-территориальная единица в составе Азово-Черноморского и Краснодарского краёв, существовавшая в 1934—1953 годах. Центр — станица Рязанская
Рязанский район был образован 28 декабря 1934 года в составе Азово-Черноморского края. В его состав вошли 5 сельсоветов: Бжедуховский, Гурийский, Октябрьский, Рязанский, Черниговский.
13 сентября 1937 года Рязанский район вошёл в состав Краснодарского края.
22 августа 1953 года Рязанский район был упразднён. Его территория в полном составе была передана в Белореченский район.